# Бремберг (Рајна-Лан-Крајс)
Бремберг (њем. Bremberg) општина је у њемачкој савезној држави Рајна-Палатинат. Једно је од 137 општинских средишта округа Рајн-Лан. Према процјени из 2010. у општини је живјело 300 становника. Посједује регионалну шифру (AGS) 7141018.

## Географски и демографски подаци
Бремберг се налази у савезној држави Рајна-Палатинат у округу Рајн-Лан. Општина се налази на надморској висини од 300 метара. Површина општине износи 6,1 km². У самом мјесту је, према процјени из 2010. године, живјело 300 становника. Просјечна густина становништва износи 49 становника/km².